# Rozsdástorkú vízirigó
A rozsdástorkú vízirigó (Cinclus schulzi) a madarak osztályának a verébalakúak (Passeriformes) rendjéhez és a vízirigófélék (Cinclidae) családjához tartozó faj.

## Előfordulása
Dél-Amerikában az Andok keleti lejtőjén, Bolívia és Argentína területén honos.

## Megjelenése
Testhossza 15 centiméter. Tollazata szürke, torka vöröses színű.